# 陽春丸
陽春丸(ようしゅんまる)は、秋田藩の軍艦。明治政府軍として箱館湾海戦に参加した。艦名は「春の盛り、陽気天地に満ちる季節」を意味する。
『近世帝国海軍史要』や『日本海軍艦船名考』では日本海軍の軍艦として扱われている。

## 要目
元は「サガモア (USS Sagamore) 」といい、南北戦争時に急速建造された「90日砲艦」と呼ばれる砲艦のひとつであった。その要目は以下の通り
- 排水量：691 トン[注釈 2]
- 水線長：48.26 m
- 幅：8.53 m
- 吃水：2.90 m
- 機関出力：400 馬力 (IHP)
- 速力：10 ノット

## 艦歴
初期の艦歴については、
- 元はアメリカで建造された軍艦で原名「サガモア」。民間に売却され汽船として使用されていたのを慶応元年（1865年）に秋田藩が購入し「カガノカミ」と命名、慶応4年（1868年）に「陽春丸」と改名された。[14]
- 1861年12月「サガモア」として建造、1865年に民間に売却され米商船「カガノカミ」と改名、慶応4年8月（1868年9月 - 10月）に秋田藩が購入し「陽春丸」となった[13]。
- 1865年に「Kaga no Kami」となり、1868年に「Hijun」、次いで「Yoshun」となる[15]。

と資料により異同がある。
蒸気船を持っていなかった秋田藩は、戦争に備え慶応4年7月に函館のアメリカ人から67,500両で購入した。原名は「カガノカミ」。
明治元年（1868年）に長崎で修理を行い、明治元年12月（1869年1月 - 2月）の時点でまだ修理中だった。
明治2年1月13日（または2月）に函館へ征討の為に軍務官が借り上げた。明治2年2月19日（1869年3月31日）、兵庫港を出港し、2月20日（4月1日）に潮岬の沖を過ぎ、東に向かっている所でその日の午後から荒天にあった。表三角帆が破損、桁が1本折れたが、2月21日（4月2日）午後5時に無事横浜港に入港した。
明治2年3月8日（1869年4月19日）、「甲鉄」「陽春丸」「春日丸」「飛龍丸」「第一丁卯」「戊辰丸」「晨風丸」「豊安丸」の7隻が品川を出港、函館へ向かった。3月13日（4月24日）に浦賀を出港した「陽春」を含む艦隊は3月16日（4月27日）に宮古湾に到着。3月25日（5月6日）には「回天」の攻撃を受けた（宮古湾海戦）。「陽春」らは追撃のため当日に宮古湾を出港し、4月8日（5月19日）に部隊を載せた輸送船と共に青森を出港、翌日に函館へ部隊を上陸させ、「陽春」らは艦砲射撃を実施し味方の進軍を助けた。4月25日（6月5日）には箱館湾に進入し榎本艦隊の軍艦および陸上砲台と砲撃戦を行った(箱館湾海戦)。また5月7日（6月16日）と海戦の最終日となった5月11日（6月20日）の砲撃戦にも「陽春」は参加している。
6月16日（7月24日）に「甲鉄」「春日」「陽春」「丁卯」の4隻を兵部卿宮が視察した。8月10日（9月15日）付で秋田藩に返還となり、8月14日（9月19日）に引き渡された。
藩では運輸船として使いたかったが、形式上商船として使用された。船の購入代金は購入時に20,000両を支払い、その後の返済で11月に完済、契約に曖昧な点があったため、翌明治3年（1870年）5月に函館で談判して解決した。同年に創設された半官半民の廻漕会社により「長鯨丸」などとともに東京・大阪間で運行されたが、年末には売却されアメリカ人船主が所有、「ダイミョウ (Daimyo) 」と改名されて極東で使用された。「ダイミョウ」のその後は明らかではない。

## 艦長
- （船将）井上太蔵：明治元年11月[25] -
- （艦長代）石井忠売（貞之進）：明治2年1月[26] -